# Julien Maffre (acteur)
Pour les articles homonymes, voir Julien Maffre.
Julien Maffre (Julien, Auguste, Louis Malfay) est un acteur français, né le 12 avril 1902 à Orange (Vaucluse) et mort le 11 novembre 1981 à Paris (10e).

## Biographie
Il est inhumé au cimetière parisien de Pantin, dans la 157e division.

## Filmographie
- 1937 : Si tu reviens de Jacques Daniel-Norman
- 1938 : La Femme du boulanger de Marcel Pagnol - Pétugue
- 1940 : Espoirs de Willy Rozier
- 1941 : Le Briseur de chaînes de Jacques Daniel-Norman - Titin
- 1942 : Le Bienfaiteur de Henri Decoin - Juliard
- 1942 : La Loi du printemps de Jacques Daniel-Norman - Canard
- 1943 : L'aventure est au coin de la rue de Jacques Daniel-Norman - Le Bigle
- 1943 : Le Colonel Chabert de René Le Hénaff
- 1944 : Bifur 3 de Maurice Cam - Un camionneur Marseillais
- 1944 : La Fiancée des ténèbres de Serge de Poligny
- 1945 : Monsieur Grégoire s'évade de Jacques Daniel-Norman
- 1945 : Peloton d'exécution d'André Berthomieu
- 1946 : Les Aventures de Casanova de Jean Boyer - Film tourné en deux époques -
- 1946 : Le Charcutier de Machonville de Vicky Ivernel - Dédé
- 1946 : Destins de Richard Pottier
- 1946 : L'Ennemi sans visage de Maurice Cammage et Robert-Paul Dagan
- 1946 : Martin Roumagnac de Georges Lacombe - Un ouvrier
- 1946 : Les Trois Cousines de Jacques Daniel-Norman - Le douanier
- 1946 : Le Voleur se porte bien de Jean Loubignac - Le brigadier
- 1947 : Miroir de Raymond Lamy - Un membre de la bande à Folco
- 1947 : Le Diamant de cent sous de Jacques Daniel-Norman
- 1947 : Éternel Conflit de Georges Lampin - Un garçon de piste
- 1947 : Mademoiselle s'amuse de Jean Boyer - Un dur
- 1947 : Mandrin de René Jayet - Un villageois - Film tourné en deux époques -
- 1948 : Bal Cupidon de Marc-Gilbert Sauvajon
- 1948 : Barry de Richard Pottier - Le soldat fatigué
- 1948 : La Femme que j'ai assassinée de Jacques Daniel-Norman
- 1948 : La Ferme des sept péchés de Jean Devaivre - Un paysan
- 1948 : Marlène de Pierre de Hérain - Un Corse
- 1948 : Piège à hommes de Jean Loubignac
- 1948 : Retour à la vie de Jean Dréville - Un soldat - dans le sketch : Le retour de René
- 1948 : Le Secret de Monte-Cristo de Albert Valentin
- 1948 : Si ça peut vous faire plaisir de Jacques Daniel-Norman - Le facteur
- 1948 : Sombre Dimanche de Jacqueline Audry - Un policier
- 1948 : Une journée chargée de Henry Lepage - court métrage -
- 1949 : L'Atomique Monsieur Placido de Robert Hennion - Le directeur
- 1949 : La Belle que voilà de Jean-Paul Le Chanois - Un détenu
- 1949 : Le Grand Rendez-vous de Jean Dréville - Un soldat
- 1949 : L'Héroïque Monsieur Boniface de Maurice Labro - Le lampiste
- 1949 : Le Martyr de Bougival de Jean Loubignac
- 1949 : Les Nouveaux Maîtres de Paul Nivoix
- 1949 : Orphée de Jean Cocteau - L'agent de police
- 1949 : Portrait d'un assassin de Bernard Roland - Un valet de piste
- 1949 : Un certain monsieur de Yves Ciampi - Un complice
- 1950 : Rome-Express de Christian Stengel
- 1950 : Boniface somnambule de Maurice Labro - Victor, le lampiste
- 1950 : Casimir de Richard Pottier - Le cireur
- 1950 : Cœur-sur-Mer de Jacques Daniel-Norman
- 1950 : Dakota 308 de Jacques Daniel-Norman - L'inspecteur Servais
- 1950 : Le Gang des tractions-arrière de Jean Loubignac - L'agent du commissariat
- 1950 : Quai de Grenelle de Emile-Edwin Reinert - Le concierge
- 1950 : Uniformes et Grandes Manœuvres de René Le Hénaff - Le vendeur
- 1951 : Casque d'Or de Jacques Becker - Jacquet
- 1951 : Un grand patron de Yves Ciampi - Un malade
- 1951 : Monsieur Leguignon lampiste de Maurice Labro - Un habitant du quartier
- 1951 : Pas de vacances pour Monsieur le Maire de Maurice Labro - Un serviteur
- 1951 : Piédalu à Paris de Jean Loubignac - Le brigadier
- 1952 : Les Belles de nuit de René Clair - Un agent
- 1952 : Coiffeur pour dames de Jean Boyer - Le paysan à la jument
- 1952 : Les femmes sont des anges de Marcel Aboulker - Le facteur
- 1952 : Hold-op en musique / Le Gang des pianos à bretelles de Gilles de Turenne
- 1952 : L'Île aux femmes nues de Henri Lepage
- 1952 : Manon des sources de Marcel Pagnol - Pétugue, le forgeron
- 1952 : Mon mari est merveilleux de André Hunebelle
- 1952 : Ouvert contre X de Richard Pottier - L'hôtelier
- 1952 : Piedalu fait des miracles de Jean Loubignac
- 1952 : Son dernier Noël de Jacques Daniel-Norman - Gus
- 1953 : La Route Napoléon de Jean Delannoy - Un habitant
- 1953 : Secrets d'alcôve de Jean Delannoy - dans le sketch : Le lit de La Pompadour
- 1954 : Crainquebille de Ralph Habib - Un visiteur
- 1954 : Le Comte de Monte-Cristo de Robert Vernay - Un Marseillais[2]
- 1954 : Ali Baba et les quarante voleurs de Jacques Becker - Un mendiant
- 1954 : Crime au concert Mayol de Pierre Méré
- 1954 : Leguignon guérisseur de Maurice Labro - Le greffier
- 1954 : Marchandes d'illusions de Raoul André
- 1954 : Le Printemps, l'automne et l'amour de Gilles Grangier - Le lampiste
- 1954 : Sur le banc de Robert Vernay - L'agent
- 1955 : Ces sacrées vacances de Robert Vernay
- 1955 : Sophie et le Crime de Pierre Gaspard-Huit - Un agent
- 1955 : Port du désir d'Edmond T. Gréville - Un faux policier
- 1955 : Toute la ville accuse de Claude Boissol
- 1956 : Le Cas du docteur Laurent de Jean-Paul Le Chanois - Un habitant
- 1956 : Comme un cheveu sur la soupe de Maurice Regamey - Le marinier sur la Seine
- 1956 : Honoré de Marseille de Maurice Regamey
- 1957 : Miss catastrophe de Dimitri Kirsanov
- 1957 : Les Suspects de Jean Dréville
- 1957 : Montparnasse 19 de Jacques Becker
- 1958 : Madame et son auto de Robert Vernay
- 1958 : Les Misérables de Jean-Paul Le Chanois
- 1958 : Le temps des œufs durs de Norbert Carbonnaux - Le chef de gare
- 1959 : Ça n'arrive qu'aux vivants de Tony Saytor
- 1959 : Rue des Prairies de Denys de La Patellière - Le garde champêtre
- 1960 : Cocagne de Maurice Cloche
- 1962 : Les Grands Chemins de Christian Marquand

## Théâtre
- 1951 : La Main de César d'André Roussin, mise en scène de l'auteur, Théâtre des Célestins, Théâtre de Paris
- 1967 : Marius de Marcel Pagnol, mise en scène René Sarvil, Théâtre Sarah-Bernhardt, Théâtre des Ambassadeurs
- 1968 : Marius de Marcel Pagnol, mise en scène René Sarvil,  Théâtre des Célestins